# Aclista alticollis
Aclista alticollis är en stekelart som först beskrevs av Thomson 1858.  Aclista alticollis ingår i släktet Aclista, och familjen hyllhornsteklar. Arten är reproducerande i Sverige.